# Incident de Mudan

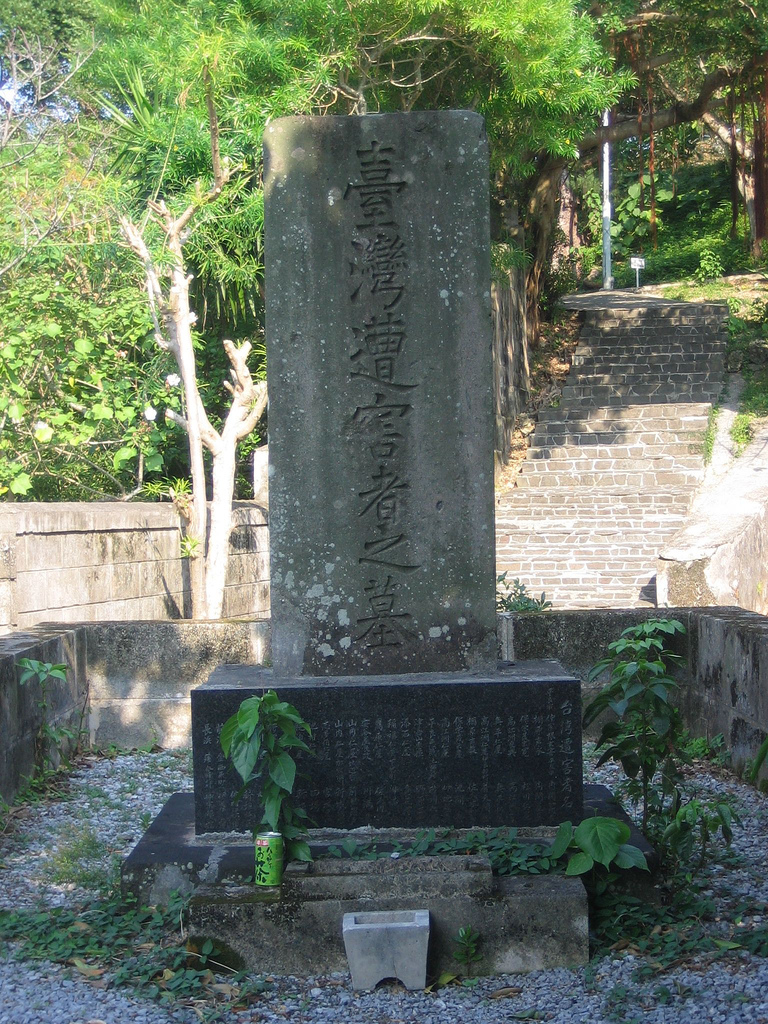
Stèle commémorative.

L'incident de Mudan de 1871 fait référence au massacre de cinquante-quatre personnes lors d'un voyage des Îles Ryūkyū à Taïwan et qui ont erré dans la partie centrale de Taïwan après le naufrage de leur bateau. 12 hommes furent secourus par des chinois Han et furent transférés à Miyako. Après l'expédition de Taïwan de 1874, la souveraineté japonaise des îles Ryūkyū fut confirmée.

## Naufrage
Le 18 octobre 1871, quatre bateaux qui apportaient les recouvrements de la taxe de capitation (Nintouzei) au royaume de Ryūkyū sont partis de Naha pour leur patrie. Ils rencontrèrent un violent ouragan, un bateau disparut, un autre bateau s'en sortit et continua son voyage, et deux bateaux coulèrent, respectivement à l'est et à l'ouest de Taïwan.

## Errance et traversée de Taïwan
66 personnes débarquèrent le 6 novembre, à l'extrémité orientale de Taïwan appelée 高雄州恒春郡満州庄九柵 (Baie Bayao chinois : 八遥湾 ; pinyin : bāyáo wān）mais 3 personnes sont mortes pendant ce débarquement. Elles ont alors commencé un voyage difficile pour survivre. Selon deux survivants, elles ont atteint le village de Mudan le 8 novembre où on les a obligés à rester sur place ; les 66 hommes et femmes ont commencé à avoir quelques doutes et le 9 novembre, ils ont voulu s'échapper ; le massacre a alors débuté. 12 survivants ont été sauvés par la population locale et sont restés là pendant 40 jours ou plus, dans la maison d'un certain Yang You (杨友 / 楊友, yáng yǒu, prononcé par les Japonais Yoh Yuu oh) ; ils sont partis pour la ville de Tainan puis de Fuzhou (福州) en Chine continentale, et sont retournés à Miyako. La distance de leur parcours total est d'environ 100 kilomètres en ligne droite. Le lieu du massacre (双渓谷, shuāngxīgǔ, « la vallée aux deux ruisseaux ») est maintenant un camp de formation de l'armée, de la Marine et de l'Armée de l'air taïwanaises.

## Yang You
Yang You (杨友 / 楊友, yáng yǒu) était appelé par les Japonais Yoh Yuu oh.
12 survivants sont restés dans la maison d'un habitant local appelé Yoh Yuu Oh pendant 40 jours où ils ont récupéré. Yoh a payé une somme d'argent considérable pour calmer les aborigènes. À l'origine, ils se sont fâchés pour ne pas avoir reçu 2 barils de boissons alcoolisées. Le fils de Yoh a guidé les 12 survivants pour quitter Taïwan. Ils sont restés à Fuzhou en Chine pendant 6 mois et ont atteint Naha le 7 juin 1872 avec un navire qui allait à Yaeyama. Yoh et d'autres personnes ont édifié des tombes et ont continué des cérémonies commémoratives.

## Conflit diplomatique et expédition de Taïwan de 1874
Le gouvernement japonais a exigé que le gouvernement chinois punisse les meneurs des aborigènes taïwanais mais il refusa car il considérait que les indigènes n'étaient pas sous son contrôle alors le gouvernement japonais décida d'envoyer une expédition punitive en 1874.

## Conséquences
L'expédition japonaise a construit un tombeau et rassemblé 44 crânes des naufragés ; 10 crânes n'ont pas pu être récupérés. Les crânes ont d'abord été enterrés à Naha puis ré-enterrés au Gokoku-ji à Tokyo. En 1980, le tombeau a encore été refait et une cérémonie a eu lieu sur l'île de Miyako. En 1997, Fumio Miyakuni a visité les endroits des événements et a écrit un livre. En 2005, des responsables taïwanais ont visité l'île de Miyako pour présenter leurs excuses et ont serré les mains des habitants de Miyako.

## Épisodes
L'attitude des habitants de Miyako envers Taïwan fut bonne ; pendant la Seconde Guerre mondiale, beaucoup d'habitants de Miyako ont évacué pour Taïwan.
Le chef du groupe Nakasone Gen-an était partiellement responsable de la tragédie ; il souffrait d'embonpoint ce qui a retardé la vitesse de leur mouvement.

## Source de la traduction
- (en) Cet article est partiellement ou en totalité issu de l’article de Wikipédia en anglais intitulé « Mudan Incident of 1871 » (voir la liste des auteurs).